# Wyspy Poncjańskie
Wyspy Poncjańskie (wł. Isole Ponziane, Isole Pontine) – archipelag włoskich wysp wulkanicznych na Morzu Tyrreńskim, położony przy zachodnim wybrzeżu Półwyspu Apenińskiego, na zachód od Neapolu. Największe wyspy: Ponza i Ventotene. Powierzchnia nizinna, klimat śródziemnomorski. Rozwinięta uprawa winorośli i drzew cytrusowych; rybołówstwo, turystyka, wydobycie kaolinu. Główne miasto – Ponza.

## Wyspy
W skład archipelagu wchodzą następujące wyspy:
| Wyspa             | Powierzchnia (km²) | Populacja (2009) |
| północny zachód   | północny zachód    | północny zachód  |
| ----------------- | ------------------ | ---------------- |
| Ponza             | 7,5                | 3360             |
| Palmarola         | 1,36               | bezludna         |
| Zannone           | 0,9                | bezludna         |
| Gavi              | 0,14               | bezludna         |
| Łącznie           | 9,9                | 3360             |
| południowy wschód |                    |                  |
| Ventotene         | 1,89               | 746              |
| Santo Stefano     | 0,27               | bezludna         |
| Łącznie           | 2,16               | 746              |

## Historia
Archipelag był zamieszkany przez ludzi od tysięcy lat, o czym świadczą odkryte na wyspach, archeologiczne neolityczne artefakty i obsydiany z epoki brązu. Na wyspach znaleziono ślady bytności Etrusków, którzy wydrążyli „Niebieskie Groty”. Najwcześniejsze zapiski historyczne dotyczące wysp pojawiają się wraz z rzymskim zwycięstwem nad Wolskami w 338 p.n.e.
Podczas rządów Juliusza Cezara, osadnictwo na wyspach wzmogło się i ludność z wyspy Ponza zaludniła wyspę Ventotene. Rzymianie używali tych dwu wysp jako miejsce schronienia i miejsce zsyłki więźniów politycznych.
W czasach średniowiecza Wyspy Poncjańskie zostały opuszczone przez mieszkańców na skutek nieustających napadów Saracenów i piratów. W XVIII wieku Królestwo Neapolu ponownie zasiedliło wyspy, które później stały się częścią Królestwa Włoch.
Niewielkie winnice, dzikie zioła i kwiaty oraz odosobnione plaże i groty przyciągają turystów.